# Jeziorno (powiat sztumski)
Jeziorno – osada w Polsce, w województwie pomorskim, w powiecie sztumskim, w gminie Dzierzgoń.
W latach 1975–1998 miejscowość administracyjnie należała do województwa elbląskiego.

## Zabytki
Według rejestru zabytków NID na listę zabytków wpisany jest zespół dworski, 1800-XX, nr rej.: A-1601 z 8.07.1996:
- dwór
- park
- cmentarz rodowy, na terenie parku.